# Вписан ъгъл
Вписан ъгъл се нарича такъв ъгъл, чийто връх лежи на окръжност, а раменете му пресичат окръжността.

## Определение
Нека върхът B на даден ъгъл лежи върху окръжност с център O, а рамената му пресичат окръжността в точки A и C. Тогава за ъгъл {\displaystyle \angle {ABC}} казваме, че е вписан в окръжността.
Централният ъгъл {\displaystyle \angle {AOC}}, съответен на дъгата AC, се нарича съответен на вписания {\displaystyle \angle {ABC}}.
Дъгата АС, която не съдържа точка В, се нарича съответна на вписания ъгъл и се измерва с големината на централния ъгъл {\displaystyle \angle {AOC}}.

## Теореми
- Вписаният в окръжност ъгъл се измерва с половината от прилежащата му дъга. Т.е. ако {\displaystyle \angle {AOC}=60^{o}}, то {\displaystyle \angle {ABC}=30^{o}}.
  - Следствие: Вписаният ъгъл се измерва с половината от мярката на съответния му централен ъгъл.

- Ако {\displaystyle \angle {ABC}=90^{o}}, то AC е диаметър в окръжността (точка О, която е център на окръжността, принадлежи на отсечката АС) и същевременно хипотенуза на вписания в окръжността правоъгълен триъгълник {\displaystyle \triangle {ABC}}.